# Kujawja
Kujawja – konwent powstały w 1872 po założeniu Stowarzyszenia Naukowego Unitas.
Kujawja została zdelegalizowana przez władze pruskie po sześciu latach. W 1890 roku na nowo rozpoczęła działalność. W 1912 roku zmieniło nazwę na Akademickie Towarzystwo Rolnicze Ceres. Organizacja ta, wzorowana na korporacjach niemieckich, działała do końca I wojny światowej, lecz z powodu powoływania członków do służby wojskowej, w ostatnich latach istnienia znacznie osłabła.
Ostatecznie rozwiązano ją w 1919 roku, zaś jej bibliotekę zdecydowano się przekazać mającemu powstać na Uniwersytecie Poznańskim stowarzyszeniu Kujawja. W efekcie stworzenia w Bydgoszczy samodzielnej Akademii Rolniczej, tam ostatecznie Kujawję zarejestrowano. W 1920 roku trzeba było zawiesić jej działalność z powodu wojny polsko-bolszewickiej.
Inicjatywa ponownego zorganizowania korporacji pojawiła się dopiero w 1923 roku, wraz z przeniesieniem bydgoskiej uczelni do Cieszyna. Na pamiątkę liczby wskrzesicieli, korporacyjne nakrycie głowy do dziś zdobi haftowana dziesięcioramienna gwiazda. W 1925 roku Kujawję przyjęto do Związku Polskich Korporacji Akademickich. W 1924 roku zawarła kartel z poznańską Coroną, a w 1929 roku z krakowską Arcadią. Korporacja w Cieszynie istniała do 1939 roku. Podczas wojny jej członkowie dzielili losy narodu przelewając krew w walce z Niemcami i Rosjanami. W kolejnych latach, mimo ustroju komunistycznego, członkowie Kujawji podtrzymywali przyjacielskie więzi z lat studiów. Wykorzystując fakt przeniesienia Wyższej Szkoły Gospodarstwa Wiejskiego z Cieszyna do Olsztyna, korporantom udało się zarejestrować tam Towarzystwo Przyjaciół Akademii Rolniczo-Technicznej, dzięki któremu mogli się spotykać na legalnych zjazdach.
W latach dziewięćdziesiątych ostatni żyjący członkowie przedwojennej Kujawji starannie wspierali odradzający się polski ruch korporacyjny. W związku z coraz mniejszą ich liczbą, zdecydowali się podpisać w 2000 roku kartel filisterski z Korporacją Akademicką Sarmatia, aby ta, w sprzyjających okolicznościach, mogła reaktywować Kujawję. 11 maja 2002 roku, na Komerszu Sarmatii, jeden z dwóch żyjących przedwojennych korporantów, fil. Jan Domański, nadał dekle fuksowskie trzem kandydatom, którzy 22 marca 2003 roku, w osiemdziesiątą rocznicę wskrzeszenia Kujawji, złożyli przyrzeczenie barwiarskie.

## Członkowie Kujawji
- Emil Chroboczek (1902–1978) – polski agrotechnik[1]
- Wojciech Kołaczkowski (1908–2001) – dowódca Dywizjonu 303, 2 i 1 Polskiego Skrzydła Myśliwskiego[2]
- Sławomir Mentzen (ur. 1986) – lider ugrupowania Konfederacja Wolność i Niepodległość[3]
- Tadeusz Rylski (1871–1943) – rektor Państwowej Szkoły Gospodarstwa Wiejskiego w Cieszynie (1924–1937)[4]
- Bohdan Tymieniecki (1907–1992) – oficer Wojska Polskiego i Polskich Sił Zbrojnych, pisarz[1]
- Konrad Wünsche (1906/7–1945) – oficer Wojska Polskiego, Wehrmachtu i wywiadu Armii Krajowej[2]